# Sybra spinipennis
Sybra spinipennis là một loài bọ cánh cứng trong họ Cerambycidae.